# 102 Incheon Tower
102 Инчхон Тауэр (кор. 송도 인천타워, англ. 102 Incheon Tower) — сверхвысокие башни-близнецы многофункционального назначения, строящиеся в деловом районе Songdo International Business District, город Инчхон, Южная Корея.
О планах по возведению этого огромного небоскрёба миру известно минимум с начала 2006 года. В 2007 году планировалось завершить ещё не начавшееся строительство к 2013 году. Строительство башен началось 20 июня 2008 года, рабочее название проекта было 151 Incheon Tower, по количеству планируемых этажей. По состоянию на 2009 год предполагалось, что каждая из башен будет иметь по 151 этажу, окончание строительства было запланировано на 2014 год. В 2011 году в планах по-прежнему был 151 этаж и расчётная высота в 601 метр — это позволило бы поместить комплекс на первую строчку в списке самых высоких башен-близнецов в мире, обойдя знаменитые Башни Петронас в Куала-Лумпуре, и на одну из первых строчек в списке самых высоких зданий Азии. Два небоскрёба будут соединять друг с другом три крытых воздушных коридора (англ. skyway) на разных высотах. Глубина фундамента — 8,5 метров.
Однако в связи с продолжающимся мировым экономическим кризисом планы стали более скромными: ныне высота небоскрёбов планируется по 487,1 метров (102 этажа, соответственно изменилось и название). По состоянию на 2015 год строительство продолжается. Согласно планам внутренняя площадь помещений будет распределена так:
- 1—4 этажи — торговые точки (площадь 106 738 м²)
- 7—36 этажи — офисы (102 736 м²)
- 36—56 этажи — гостиничные номера (71 124 м²)
- 59—78 этажи — квартиры (169 951 м²)
- 79—80 этажи — обсерватория (8707 м²)
- 80—100 этажи — кондоминиумы (96 702 м²)
- 100—102 этажи — рестораны (13 194 м²)

Основные характеристики
- Высота — 487,1 м (ранее заявлялось о 600 и даже 780 метрах)
- Количество этажей — 102 (ранее заявлялось о 151)
- Площадь помещений — 608 797 м²
- Строительство — с 20 июня 2008 года
- Главный архитектор — Джон Портман-мл.[англ.]
- Главный инженер — Торнтон Томасетти[англ.]
- Главный застройщик — Hyundai Engineering and Construction